# کنیژیتسه (ناحیه نیمبورک)
کنیژیتسه (به چکی: Kněžice) یک منطقهٔ مسکونی در جمهوری چک است که در ناحیه نیمبورک واقع شده‌است. کنیژیتسه ۱۹٫۵۷ کیلومتر مربع مساحت و ۵۱۰ نفر جمعیت دارد.